# Tarache acerba
Tarache acerba is een vlinder uit de familie van de uilen (Noctuidae). De wetenschappelijke naam van deze soort is voor het eerst voorgesteld als Fruva acerba door Henry Edwards in een publicatie uit 1881.
De soort komt voor in het westen van de Verenigde Staten.